# 库尔恰尔·卡尔曼
库尔恰尔·卡尔曼（匈牙利語：Kulcsár Kálmán，1928年6月27日—2010年9月4日），匈牙利社会学家，政治人物，前司法部长（1988年－1990年）。

## 生平
1928年生于艾尔德泰莱克。毕业于布达佩斯大学法学院，从事司法检察官工作。1956年转业，在罗兰大学和匈牙利科学院从事社会学研究工作。1963年至1970年在佩奇大学法律系任教。1968年获政治学博士学位。1969年升任匈牙利科学院社会科学研究所所长。1973年当选匈牙利科学院通讯院士，1982年当选院士。1983年当选匈牙利科学院副秘书长，任期三年。1983年至1989年，任匈牙利社会学学会会长。1988年至1990年任司法部部长。1989年10月任爱国人民阵线最后一任主席。1994年至1997年任匈牙利政治科学协会主席。1990年至1993年任匈牙利驻加拿大大使。1993年至1998年任匈牙利科学院主席团成员。2010年9月4日在布达佩斯逝世。

## 工作
1985年10月中旬率领匈牙利科学院代表团赴西藏进行参观访问。任内主导司法改革工作，1989年1月通过集会法和结社法草案。

## 作品
- 库尔恰尔·卡尔曼. 由薛克坚翻译. . 国外社会科学. 1982, (4): 51–52.